# Emma McKeon
Emma McKeon (Wollongong, 24 de maio de 1994) é uma nadadora australiana.

## Carreira
McKeon competiu na natação nos Jogos Olímpicos de Verão de 2016 e conquistou a medalha de ouro no revezamento quatro por cem metros livre. Obteve sete medalhas em Tóquio 2020, das quais quatro de ouro (4×100 m livre, 100 m livre, 50 m livre e 4×100 m medley) e três de bronze (100 m borboleta, 4×200 m livre e 4×100 m medley misto), dois recordes olímpicos e um recorde mundial.
Em 13 de dezembro de 2022, ganhou o título dos 4x100 m livre no Campeonato Mundial em Piscina Curta em Melbourne, onde sua equipe estabeleceu a nova marca mundial da prova com o tempo de três minutos, 25 segundos e 43 centésimos. Dois dias depois, conquistou mais duas medalhas no evento: uma de ouro nos 100 m livre, quebrando o recorde do campeonato com 50s77cs, e uma de prata nos 4x50 m livre. Em 16 de dezembro, ficou na segunda colocação nos 4x50 m livre misto, no qual ajudou o time australiano a estabelecer a nova marca da Oceania com um minuto, 28 segundos e 3 centésimos. No dia seguinte, obteve o título tanto nos 4x50 m medley, onde sua equipe quebrou o recorde mundial, quanto nos 50 m livre, em que conseguiu a nova marca do campeonato na categoria. Em 18 de dezembro, ainda em Melbourne, foi vice-campeã nos 4x100 m medley e, consequentemente, contribuiu para sua equipe a estabelecer o novo recorde do continente na prova.
Em 23 de julho de 2023, ajudou seu time a vencer a final dos 4x100 m livre no Mundial de Esportes Aquáticos em Fukuoka e quebrar a marca do mundo dessa categoria. Uma semana depois, ganhou a prata nos 4x100 m medley no mesmo evento.
Em 27 de julho de 2024, disputou a decisão dos 4x100 m livre nos Jogos Olímpicos em Paris, na qual sua equipe conquistou o ouro e estabeleceu o novo recorde olímpico dessa prova.